# Вилађо Борго Розето (Козенца)
Вилађо Борго Розето је насеље у Италији у округу Козенца, региону Калабрија.
Према процени из 2011. у насељу је живело 3 становника. Насеље се налази на надморској висини од 123 м.